# أنا امرأتك
أنا امرأتك (بالإنجليزية: I'm Your Woman)‏ هو فيلم دراما أمريكي من إخراج جوليا هارت وكتابة هارت وجوردن هوروويتز وبطولة رايتشل بروسنان،ارينزيه كيني،مارشا ستيفاني بليك وفرانكي فايسون.من المقرر عرض الفيلم على برايم فيديو في 11 ديسمبر 2020.